# George Keith, 4. Earl Marischal

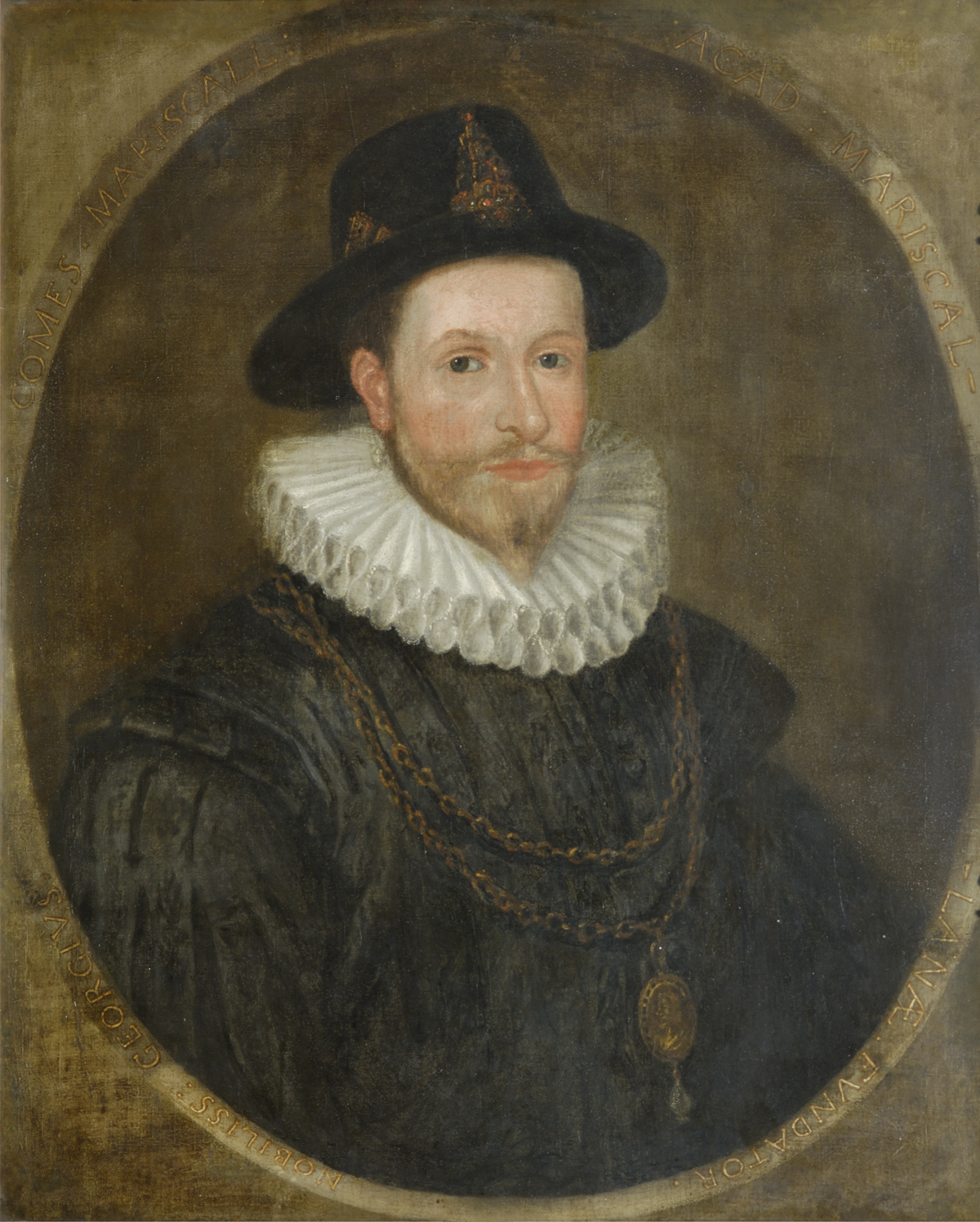
George Keith, 4. Earl Marischal

George Keith, 4. Earl Marischal (* um 1553; † 2. April 1623) war ein schottischer Adliger.

## Biographie
Er war der Sohn von William Keith, Master of Marischal († 1580), und Lady Elizabeth Hay. Beim Tod seines Großvaters väterlicherseits, William Keith, 3. Earl Marischal, 1581, erbte er dessen Titel Earl Marischal und den nachgeordneten Titel Lord Keith. Mit dem Titel war auch das erbliche Hofamt des Marschalls von Schottland verbunden.
Beim Tod seines Onkels Robert Keith, 1. Lord Altrie, erbte er 1596 auch dessen Titel als 2. Lord Altrie, der diesem am 29. Juli 1587 mit einer besonderen Erbregelung zugunsten Georges verliehen worden war.
1585 wurde er in den schottischen Kronrat (Privy Council) berufen. Er diente 1589 als schottischer Botschafter in Dänemark und verhandelte dort die Verheiratung König Jakobs VI. mit Prinzessin Anna von Dänemark, die er schließlich am 20. August 1589 auf Schloss Kronborg in Dänemark per procurationem für den König heiratete. Er war ein Anhänger der reformatorischen Lehren von Petrus Ramus und gründete zur Verbreitung der protestantischen Lehre 1593 das Marischal College in Aberdeen, das 1860 mit dem St. Mary’s College zur University of Aberdeen zusammengeschlossen wurde. Ab 1609 hatte er das Amt des High Commissioner of Parliament inne.

## Ehen und Nachkommen
Er war zweimal verheiratet. In erster Ehe heiratete er 1581 Hon. Margaret Home (1565–1598), Tochter des 5. Lord Home. Mit ihr hatte er drei Kinder:
- William Keith, 5. Earl Marischal (um 1585–1635), ⚭ Lady Mary Erskine, Tochter des John Erskine, 19. Earl of Mar;
- Lady Anne Keith († 1648) ⚭ William Douglas, 7. Earl of Morton;
- Lady Margaret Keith ⚭ (1) Sir William Keith of Ludquharne, ⚭ (2) Sir Robert Arbuthnott of that Ilk  († 1633).

Nach dem Tod seiner ersten Gattin heiratete er in zweiter Ehe Hon. Margaret Ogilvy († nach 1626), Tochter des 5. Lord Ogilvy of Airlie. Mit ihr hatte er zwei Söhne.
- Hon. James Keith, Gutsherr von Benholm, ⚭ Margaret Lindsey;
- Hon. John Keith.

Seine Witwe Margaret heiratete nach seinem Tod um 1626 Sir Alexander Strachan, 2. Baronet (of Thornton).